# Dump (Unix)

dump — утилита Unix, предназначенная для создания резервных копий файловых систем. Позволяет создавать как полные резервные копии (через параметр -0), так и добавочные (параметр -N, где N — число, означает сделать копии всех файлов, измененных после последнего запуска dump с параметром -0…-<N-1>). Позволяет перенаправлять поток создаваемой копии другой программе, например ssh (для резервной копии на удаленном сервере) или dvd+rw-tools (для резервной копии на DVD).
В Linux, утилита dump работает только с файловыми системами ext2 и ext3; предварительная поддержка ext4 появилась только в июне 2009 года. Для других файловых систем существуют отдельные утилиты, например xfsdump для XFS.
Утилита dump впервые появилась в 6-й версии UNIX.